# Литература
Литература (на латински език litera, literatura) са (най-често) произведения от писмен вид, в които авторът разказва определени сюжети, история, която е измислена с цел развлечение, поука... В сюжета участват герои, които са действащи лица на историята. Като носители на литературен текст най-често се смятат книгите, но литературата може да присъства и в интернет като цитати или като цели текстове, публикувани онлайн. Тя може да съществува и под формата на устни наративи.

## История на понятието литература
Като термин първоначално литературата е означавала буквално „учене от книгите“ (лат. lit(t)era – буква, от което на лат. lit(t)eratura – учене, писане, граматика), вече по-късно обозначава „литературна продукция, произведение“ и едва през 19 век придобива смисъла на „корпус от произведения за даден период или нация“. Тоест понятието е сравнително ново, тъй като например в Античността (Древна Гърция и Рим) за литература в собствен смисъл не се говори, самата идея за литература не е била оформена, най-общо тя е била назована и за нея се е мислило като за изкуство.

## Опит за дефиниция
Днес под литература обикновено се разбира даден обем, съвкупност, група от текстове най-често обединени под даден общ знаменател – например народност (българска литература), език (англоезична литература), исторически период (средновековна литература) и пр. Литературата най-общо може да се раздели на поезия или проза, но за литература са признати и драматургичните текстове, и всички записани фолклорни песни и произведения. Всъщност литературата е изкуство, наред с живописта и музиката, но разликата е, че литературата борави с езика и с езиковите знаци, докато другите изкуства са семиотични системи имащи твърде различен знаков характер.
Определянето на термина литература обикновено се категоризира като трудно начинание, но все пак под литература ние разбираме всички текстове (буквени и четивни), които са възприети от публика, критика и също традиция като 'литературни'. Тоест не всеки текст сам по себе си е или може да бъде литературен. Терминът предполага по презумпция откровената елитарност на определен текст според някакви или нечии вкусове/критерии, за да попадне той под маркера литература. Който маркер за елитарност е и маркер за значимост.
Извън елитарната, в класическия смисъл на думата, и национално-значима литература, или още обозначавана с термина „канон“ имаме и други литератури, които също по някакъв начин са попаднали под известни критерии за значимост:
- булевардна литература. Тази литература е обичана и масово купувана заради своята лесна „сдъвкваемост“, възприемаемост, основен критерий: „да бъде интересно“; Най-често се използва в смисъла на дамгосващо дадено произведение понятие.
- маргинална литература – литература, която в световен мащаб или по отношение на канона не е от значение, но при все това е носител на ценности за ограничени и отделни групи, които я поддържат като я създават и четат. Виж: маргинално изкуство;
- интернет литература – ново понятие, опитващо се да осъвмести писания по интернет страници, форуми, блогове, сайтове и пр.

Общността на литературата на канона, неканоновата литература и извънлитературните текстове се обобщават с понятието писмени дискурси.

## Художествена литература
Художествената литература включва стиховете, басните, някои от приказките и разказите и т.н. Художествената литература се различава с някои особености (литературни похвати) от научнопопулярната и научната литература. Например с олицетворението се приписват човешки качества на животни, растения и предмети; епитети е литературното название на прилагателните имена, а чрез сравнението предмет, лице или явление се сравняват с други предмети, лица или явления за по-голяма нагледност. Други литературни похвати са метафора и хипербола.

## Научнопопулярна и научна литература
Тези типове литература се различават в тяхното художественото описание в сравнение с романовото по това, че в тях няма олицетворение, има ограничена употреба на сравнения и почти не присъстват литературни художествени фигури (като епитети или хиперболи). Текстът на научната литература в нейното художествено описание е достъпен и разбираем за читателите на научна литература. Там рядко присъстват или са употребени непознати или силно непознати термини според темата, за която е написан научнопопулярният текст. Тъй като научният текст не е разбираем за всеки и в него се употребяват специализирани термини, които са характерни за темата, за която се пише, но в същото време те може да не са разбираеми за хора, които нямат големи познания или предварителна подготовка по тази тема. Научнопопулярният текст има за цел да обясни научния текст на значително по-широка читателска аудитория в сравнение с научния. При него също може да се използват специализирани термини, но те са обяснени предварително.

## Литературни жанрове

### Предлитературни жанрове

#### Митове и легенди
В миналото хората са разказвали истории, с които са си обяснявали неща, които не са разбирали. Тези истории се наричат митове и легенди.
Митовете са старинни предания за произхода на света, за свърхестествени същества и богове, за необикновени герои и събития.
Легендите са творби с фантастични герои и истории. За разлика от митовете в основата на легендите лежи някакво реално събитие или историческо лице.

#### Приказки
В приказките се разказват измислени истории, в които винаги побеждава доброто. Има различни видове приказки:
- приказки за животни – в тях героите са животни, които се държат като хора и разговарят по между си.
- вълшебни приказки – в тях има фантастични герои и вълшебни предмети както и необикновени случки.
- битови приказки – в тях героите са обикновени хора и се разказва за случки от всекидневието.

#### Народни песни
Повечето български народни песни са свързани с конкретен обичай – коледарски, лазарски, сватбен. Има и юнашки песни. Те възхваляват силата на герои, които се борят със зли сили. В битовите песни се пее за хората и техните отношения. Песните, които се пеят по жътва, се наричат жътварски песни. Хората ги пеят, за да бъде по-лека работата им. В хайдушките песни се пее за силата на хайдутите, за тяхната смелост и борбеност. Има и хумористични песни. В тях има хумор и забава.

### Литературни жанрове

#### Кратки жанрове

##### Басни
Баснята е кратък поучителен текст, в който героите най-често са животни, по-рядко хора, растения или предмети. Чрез тях се осмиват човешките недостатъци. Баснята обикновено се състои от две части – разказ за случка и кратка поука. В баснята винаги има олицетворение.

##### Афоризми
Хората често използват в разговор афоризми. Това са кратки изречения, в които известни личности, писатели или философи са изразили дълбока мъдрост. Наричат ги още „крилати изрази“.

#### Поезия

##### Рими
Римата е звуково повторение в края на два или повече стиха, за да се получи ритмичност и музикалност в стихотворението. Римувам – намирам подходящи думи за рими в стихотворение.

#### Комикс и графичен роман
Комиксът е произведение, в което се разказват истории с помощта на рисунки. Езикът му е специфичен и чрез него се предава не само речта на героите, но и шум, движение, мисли и чувства.

## Литература по език или страна
- Американска литература
- Английска литература
- Арабска литература
- Българска литература
- Гръцка литература
- Испанска литература
- Италианска литература
- Китайска литература
- Немска литература
- Персийска литература
- Полска литература
- Руска литература
- Сръбска литература
- Френска литература
- Шумерска литература
- Японска литература

## Литературата по исторически период
- Антична литература
  - Старогръцка литература
  - Класическа латинска литература
- Старобългарска литература
- Средновековна литература
- Ренесансова литература
- Ранномодерен период (литература)
- Съвременна литература
  - Литература на 18 век
  - Литература на 19 век
  - Литература на 20 век
  - Литература на 21 век